# موريس أوسر
موريس إس. أوسر (بالإنجليزية: Maurice S. Osser) (10 يناير 1910 – 30 سبتمبر 1995) كان سياسيًا ديمقراطيًا من فيلادلفيا، شغل منصب مفوض المدينة، واشتهر بدوره البارز في إعادة بناء هيكل الحزب الديمقراطي في المدينة خلال منتصف القرن العشرين، لكنه لاحقًا واجه اتهامات بالفساد أدت إلى نهاية حياته السياسية.

## النشأة والتعليم
وُلِد أوسر في مدينة فيلادلفيا عام 1910، لأسرة يهودية مهاجرة من روسيا، هما بنيامين أوسر وحنة برودي أوسر. نشأ في الحي السادس عشر القديم، الذي كان يضم خليطًا متنوعًا من العائلات المهاجرة. عمل في بداية حياته في إسطبل والده، وكان يحضر دروسه الجامعية ليلًا في جامعة تمبل.

## المسيرة السياسية
بدأ أوسر نشاطه السياسي في الحي السادس عشر، وتم تعيينه زعيمًا للحزب الديمقراطي في ذلك الحي عام 1931، في وقتٍ كانت فيه الغلبة للحزب الجمهوري. ساهم في صعود الحزب الديمقراطي في فيلادلفيا عبر تجنيد ودعم مرشحين محليين، كما دعم حملة القاضي جوزيف كلارك الذي أصبح لاحقًا عمدة فيلادلفيا.

## مفوض المدينة
في عام 1951، تم انتخاب أوسر كواحد من ثلاثة مفوضين لمدينة فيلادلفيا، وهو المنصب الذي يتضمن مسؤوليات واسعة في تنظيم الانتخابات. أعيد انتخابه لعدة فترات، وبات شخصية محورية في الآلة الحزبية الديمقراطية. عُرف بتحكّمه في التعيينات والموارد الانتخابية، مما عزز نفوذه داخل المدينة والحزب.

## قضايا الفساد والسقوط السياسي
في سبعينيات القرن العشرين، طفت إلى السطح اتهامات تتعلق بتلقي أوسر رشاوى ومكافآت مالية من شركات توريد معدات انتخابية. في عام 1972، وُجهت له رسميًا تهم جنائية تتعلق بالاحتيال وسوء استخدام المنصب. أُدين لاحقًا، وقضى فترة من العقوبة بالسجن الفيدرالي.

## السنوات الأخيرة والوفاة
بعد الإفراج عنه، انسحب أوسر من الحياة العامة والسياسية. أمضى بقية حياته في فيلادلفيا بعيدًا عن الأضواء، وتوفي في 30 سبتمبر 1995 عن عمر ناهز 85 عامًا.